# Gerda Marie Scheidl
Gerda Marie Scheidl (* 7. Juni 1913 als Gerda Marie Koch in Geestemünde; † 16. Februar 2005 in Salzhemmendorf) war eine deutsche Kinderbuchautorin.

## Leben
Gerda Marie Koch wuchs zusammen mit ihrer Schwester, Lisa Marie, die ebenfalls Kinderbuchautorin werden sollte, als Tochter eines Fischgroßhändlers in Geestemünde (Bremerhaven) auf und besuchte dort das Mädchengymnasium. Nach bestandenem Abschluss belegte sie Tanzkurse an der Tanzschule Hellerau Laxenburg bei Wien und nahm Schauspielunterricht. Sie fand früh Engagement am Stadttheater Bremerhaven.
Nach Heirat des Opernsängers Otto Scheidl, sahen sich die Eheleute Scheidl gezwungen, ihre Heimatstadt während der letzten Kriegsjahre zu verlassen. Beide fanden Anstellung am Stadttheater Dortmund und in Wiesbaden, wo Gerda Marie Scheidl sich, bedingt durch die Geburt zweier Söhne, vom Berufsleben zurückzog und unter anderem ein Studium der Philosophie und Kunstgeschichte begann. In diese Zeit fällt auch die Publikation ihres ersten Kinderbuches (Mit Traummännchen ins Märchenland) in geringer Auflage im Eigenverlag, einer Sammlung märchenhafter Weihnachtsgeschichten in Erzähltradition der Brüder Grimm.
Nach dem Krieg nach Bremerhaven zurückgekehrt, arbeitete Gerda Marie Scheidl für Hörfunk und Fernsehen. Bald übernahm sie die Leitung von ersten Kindertheaterinszenierungen am Stadttheater, wo sie zahlreiche Märchen der Brüder Grimm kindgerecht aufbereitete und inszenieren ließ. Die von ihr überarbeiteten Manuskripte fanden ihren Weg auch ins deutschsprachige Ausland, nach Österreich und in die Schweiz, wo ähnliche Bühnenprojekte zur Realisierung standen.
Nebenbei veröffentlichte sie von Zeit zu Zeit immer wieder eigene Bücher für Kinder, die in mehrere Sprachen übersetzt wurden. Als Klassiker gelten ihre Weihnachtsgeschichten Die vier Lichter des Hirten Simon (illustriert von Marcus Pfister) und Ein Esel geht nach Bethlehem (illustriert von Bernadette Watts). In den letzten Jahren erfuhren diese Bücher erfolgreiche Neuauflagen durch den Schweizer Kinderbuchverlag NordSüd, der seit Mitte der 1980er Jahre die Bücher von Gerda Marie Scheidl verlegt.
Gerda Marie Scheidl verstarb am 16. Februar 2005 hochbetagt in Salzhemmendorf.

## Werke

### Buchtitel
- Mit Traummännchen ins Märchenland, Wiesbaden 1943
- Das unfolgsame Sternlein, Braunschweig 1947
- Das Mondgesicht, München 1960 (zusammen mit Lilo Fromm)
- Das kunterbunte Königreich, München 1964 (zusammen mit Herbert Lentz)
- Das himmelblaue Holzpferdchen, München 1965 (zusammen mit Herbert Lentz)
- Peter möchte Cowboy werden, Hamburg 1970
- Mumpischel, Zürich [u. a.] 1973 (zusammen mit Gisela Degler-Rummel)
- Michas Laterne, Freiburg im Breisgau 1977
- Tschibi und das große Meer, Mönchaltorf [u. a.] 1979 (zusammen mit Bernadette Watts)
- Ein Freund für Thomas, Freiburg im Breisgau [u. a.] 1981
- Eins zu null für Pinni, Norderstedt 1985
- Der geheimnisvolle Computer, Norderstedt 1985
- Der kleine Gärtner, Mönchaltorf/Schweiz [u. a.] 1985 (zusammen mit Bernadette Watts)
- Rundherum Freunde oder Anne geht die Treppe hinauf, Düsseldorf 1985 (zusammen mit Ingrid-Martha Meffert und Brigitte Smith)
- Herr Spatzenschreck, Erlangen 1986
- Die vier Lichter des Hirten Simon, Mönchaltorf/Schweiz [u. a.] 1986 (zusammen mit Marcus Pfister)
- Ein Esel geht nach Bethlehem, Mönchaltorf [u. a.] 1988 (zusammen mit Bernadette Watts)
- Lieber Schneemann, wohin willst du?, Mönchaltorf [u. a.] 1988 (zusammen mit Józef Wilkoń)
- Oma Kathi hat ein Geheimnis, Wien [u. a.] 1989
- Kann ich dir helfen, Nikolaus?, Gossau, Zürich [u. a.] 1992 (zusammen mit Jean-Pierre Corderoc'h)
- Die Kugel aus Glas, Gossau, Zürich [u. a.] 1993 (zusammen mit Nathalie Duroussy)
- Loretta und die kleine Fee, Gossau, Zürich [u. a.] 1993 (zusammen mit Christa Unzner-Fischer)
- Der Hirsebrei, Gossau, Zürich [u. a.] 1994 (zusammen mit Bernadette Watts)
- Kleines Pony, spiel mit mir!, Gossau, Zürich [u. a.] 1994 (zusammen mit Jean-Pierre Corderoc'h)
- Mumpelchen will auch zum Fest, Gossau, Zürich [u. a.] 1995 (zusammen mit Youngran Kim-Hohlfeld)
- Florian, was machst du da?, Gossau, Zürich [u. a.] 1997 (zusammen mit Gisela Dürr)
- Das neue Schwesterchen, Gossau, Zürich [u. a.] 1999 (zusammen mit Christa Unzner)
- Brummi Bär zieht in die große weite Welt, Gossau, Zürich [u. a.] 2001 (zusammen mit Božena Jankovska)
- Brummi Bär backt Kuchen, Gossau, Zürich [u. a.] 2002 (zusammen mit Božena Jankovska)

### Theater
- Das kunterbunte Königreich, Hamburg-La. 1961
- Das tapfere Schneiderlein, Hamburg 1962
- Aschenputtel, Hamburg-La. 1970
- Die Bremer Stadtmusikanten, Hamburg 1970
- Dornröschen, Hamburg 1970
- Frau Holle, Hamburg 1970
- König Drosselbart, Hamburg (Langenhorn) 1970
- Rotkäppchen, Hamburg 1970
- Schneeweißchen und Rosenrot, Hamburg (Langenhorn) 1970
- Die Zauberspindel, Hamburg 1970
- Die kluge Bauerntochter, Norderstedt 1975